# Milliyet
Milliyet (en turc : « La Nation ») est un quotidien national populaire turc fondé le 3 mai 1950.
Il appartient au groupe Doğan Yayıncılık A.Ş. qui possède également les quotidiens Hürriyet (La Liberté) et Radikal (Radical). Il se situe au centre gauche.
En 1979, son rédacteur en chef, Abdi İpekçi, fut assassiné par Ali Ağca, l'homme qui a tiré sur le pape Jean-Paul II, le 13 mai 1981.
Tirage : 360 000 exemplaires.
Le groupe Doğan Holding, propriétaire du journal, a été racheté en mars 2018 par le groupe Demirören Holding, proche du président turc Recep Tayyip Erdoğan. Certains voient cet achat comme un renforcement du contrôle des médias par le gouvernement turc.

## Dans la littérature
- Le journal est cité dans Tuez le Pape, roman de Gérard de Villiers, comme étant un journal relativement indépendant du pouvoir.